# (6824) Mallory
(6824) Mallory ist ein Asteroid des äußeren Hauptgürtels, der am 8. September 1988 vom tschechischen Astronomen Antonín Mrkos am Kleť-Observatorium (IAU-Code 046) nahe der Stadt Český Krumlov entdeckt wurde.
Der Himmelskörper gehört zur Themis-Familie, einer nach (24) Themis benannten Gruppe von Asteroiden.
Der Himmelskörper wurde am 12. November 1999 nach dem britischen Bergsteiger George Mallory (1886–1924) benannt, der 1924 beim Versuch, gemeinsam mit Andrew Irvine den Mount Everest zu besteigen, nicht vom Berg zurückkehrte.